# Взятие Самарканда Надир-шахом
Взя́тие Самарка́нда Нади́р-ша́хом — было частью  центральноазиатского военного похода Надир-шаха Афшара — первого шаха Иранской империи из тюркской династии Афшаров. Поход на Центральную Азию начался в 1737 году и завершился в 1740 году. Результатами похода стали протекторат существовавших в то время в Центральной Азии Государства Хорезм (то есть Хивинского ханства) и Государства Бухара (то есть Бухарского ханства).  

## Предыстория
Войска Надир-шаха атаковали Самарканд в 1740 году. Уже к тому времени Государство Бухара было подчинено в качестве протектората к Афшарам, со своей разорённой столицей Бухарой. Для Надир-шаха, который был поклонником культа Тамерлана, Самарканд имел символическое значение. Впоследствии Надир-шах после подчинения Самарканда двинулся в сторону Государства Хорезм так как Ильбарс-хан был союзником Бухарского ханства и угрожал безопасности власти Надиршаха.

## Взятие Самарканда

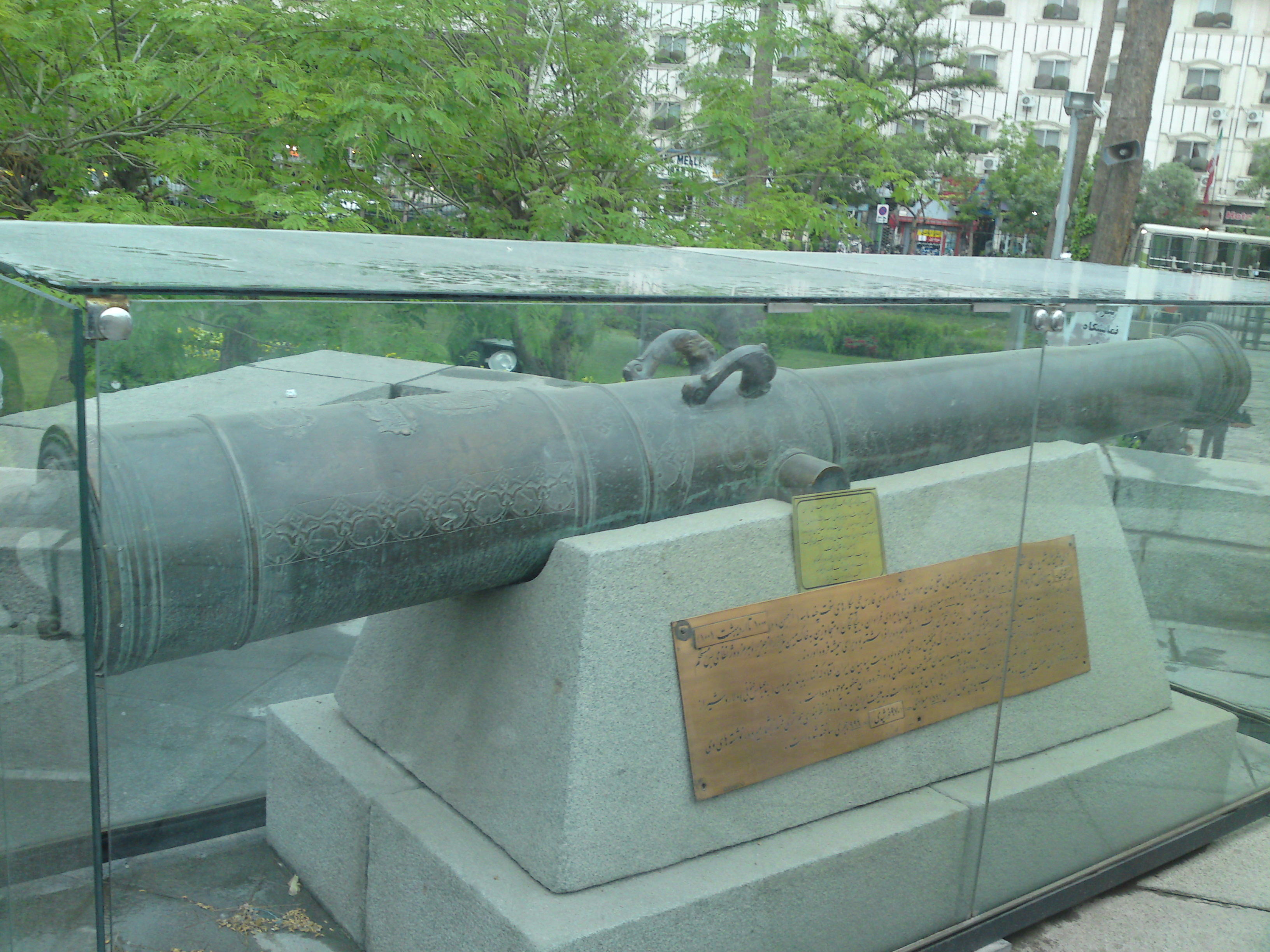
Пушки, которыми пользовались войска Надир-шаха.

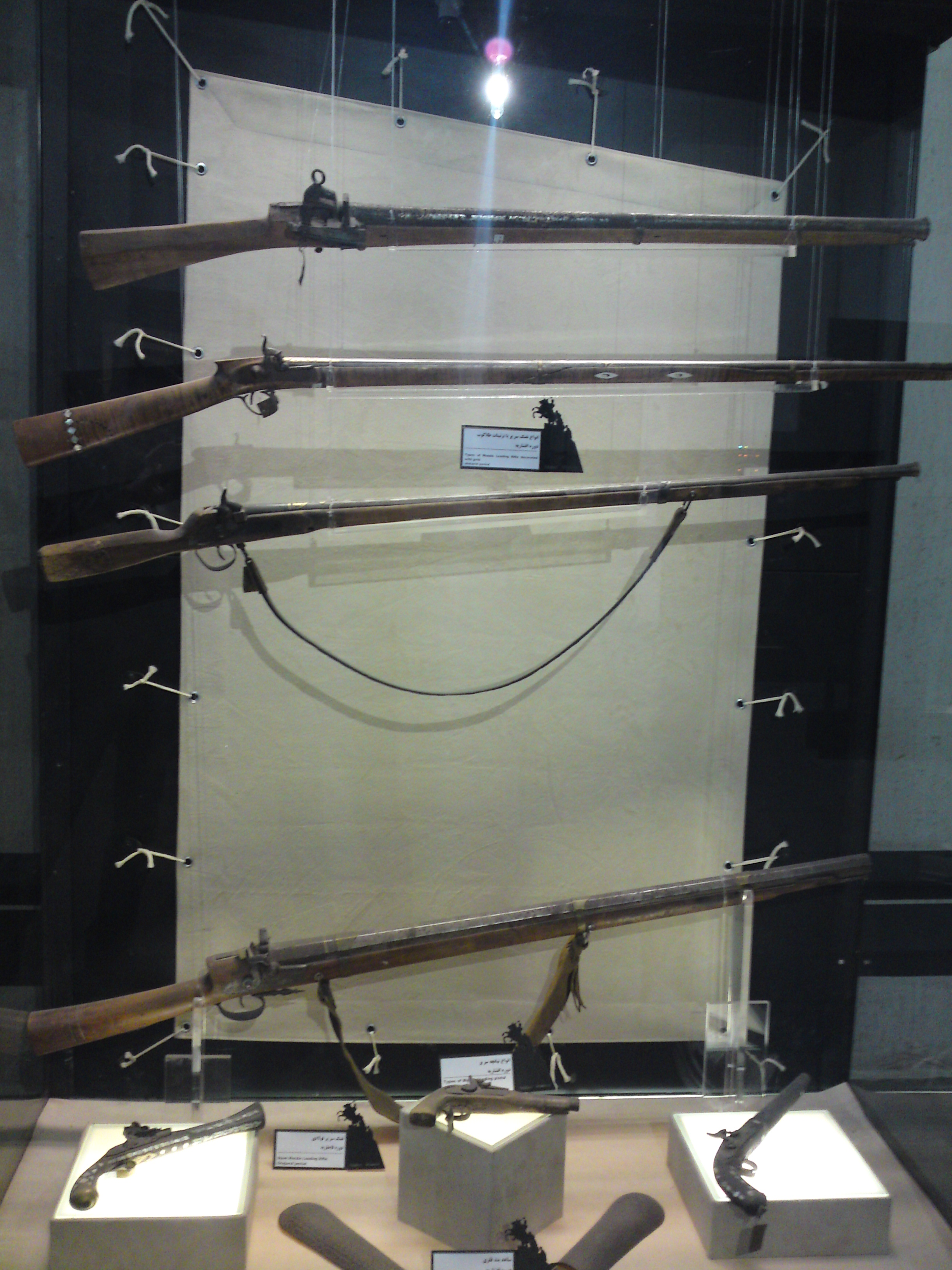
Стрелковое оружие, которые использовались войсками Надир-шаха.

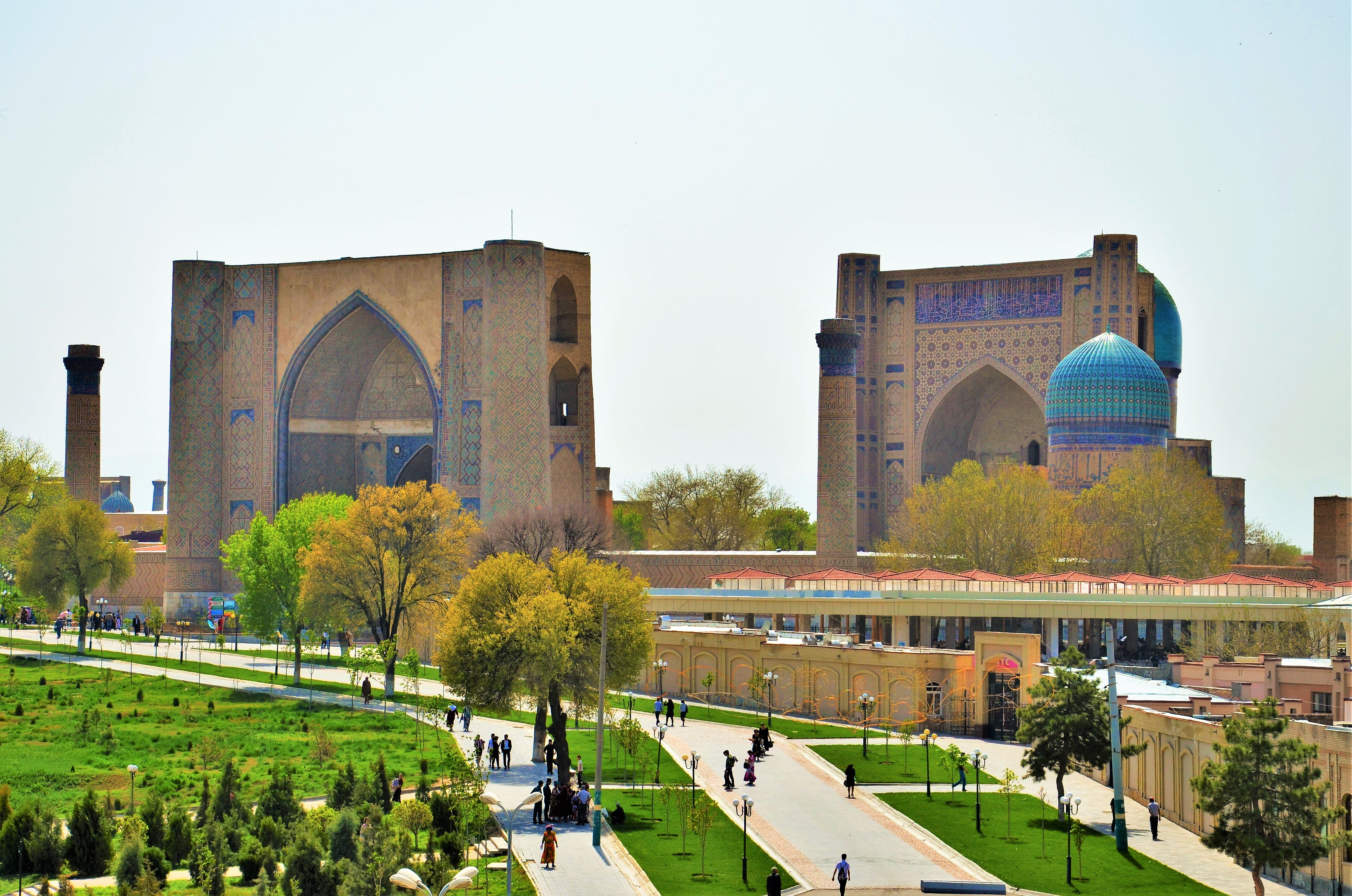
Мечеть Биби-Ханум, большие ворота которой были вывезены Надир-шахом в Иран.

После захвата Самарканда, город был разграблен и разорён войсками Надир-шаха. Были убиты сотни самаркандцев в качестве наказания за мятеж их земляков. Были разграблены ряд мечетей и медресе Самарканда. в отличие от Исмаила Сефеви Надир-шах не насаживал шиизм в Мавераннахре.
В Самарканде Надир-шаху очень понравилось нефритовое надгробие с гробницы Гур-Эмир известного тюркско-монгольского полководца Амира Темура (Тамерлана). Надир-шах был наслышан о Амире Темуре, и он повелел Лутфали-хану снять и доставить это нефритовое надгробие в Мешхед — в священный для шиитов город в Хорасане. По одним данным, он хотел украсить одну из мешхедских мечетей этим нефритовым камнем, по другим данным, этим нефритовым надгробием планировалось облицевать будущее надгробие самого Надир-шаха. В Иране в то время вовсю шла подготовка гробницы Надир-шаха, строительство которого контролировал лично сам Надир-шах. 
Надир-шах также вывез из Самарканда в Иран литые из сплава металлов двойные ворота мечети Биби-Ханум, золото, серебро, драгоценные камни, драгоценности и другие дорогие металлы, а также ряд архитекторов, учёных и ремесленников Самарканда.

## Легенда в связи с нефритовым надгробием Тамерлана

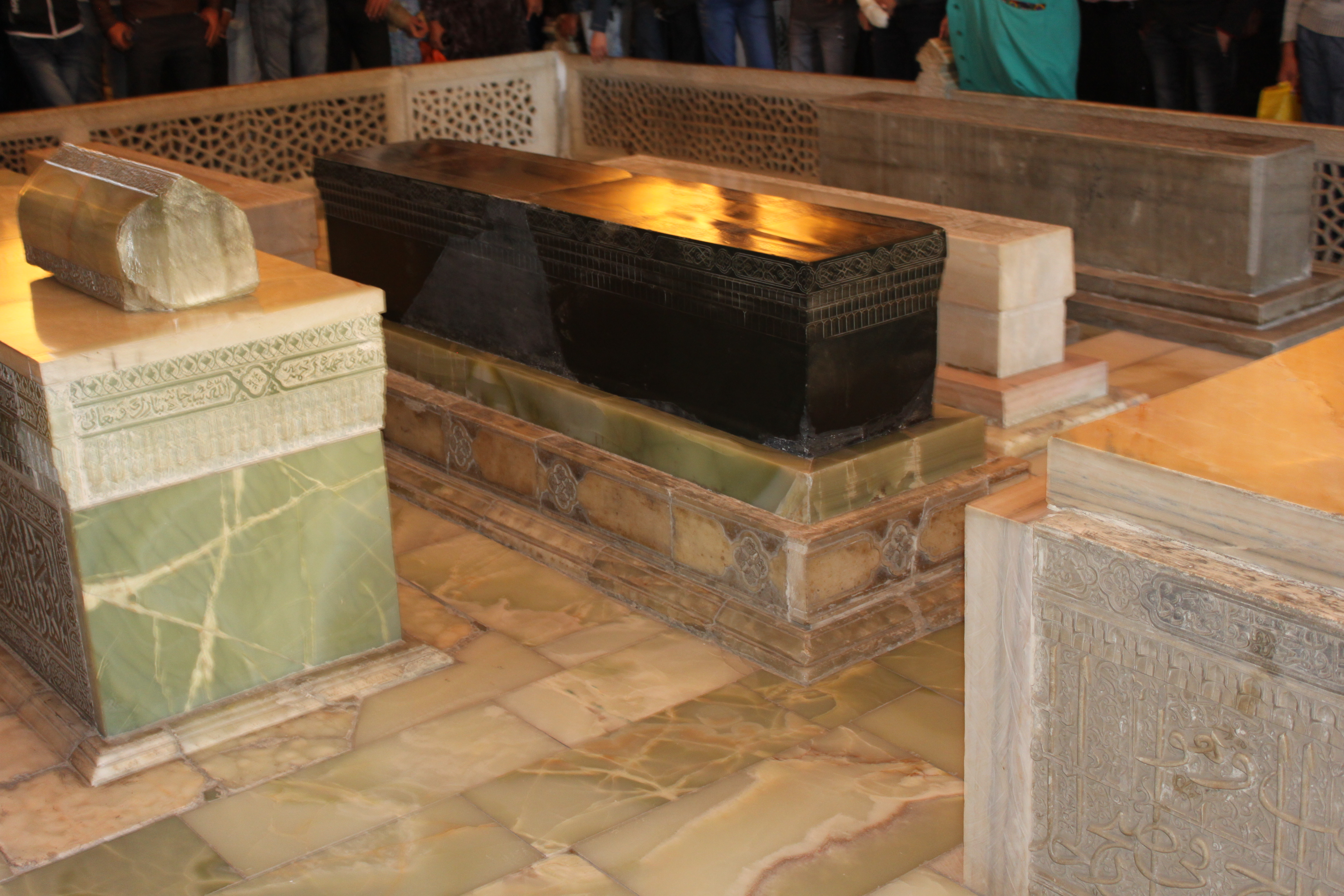
То самое нефритовое надгробие Тамерлана в мавзолее Гур-Эмир в Самарканде

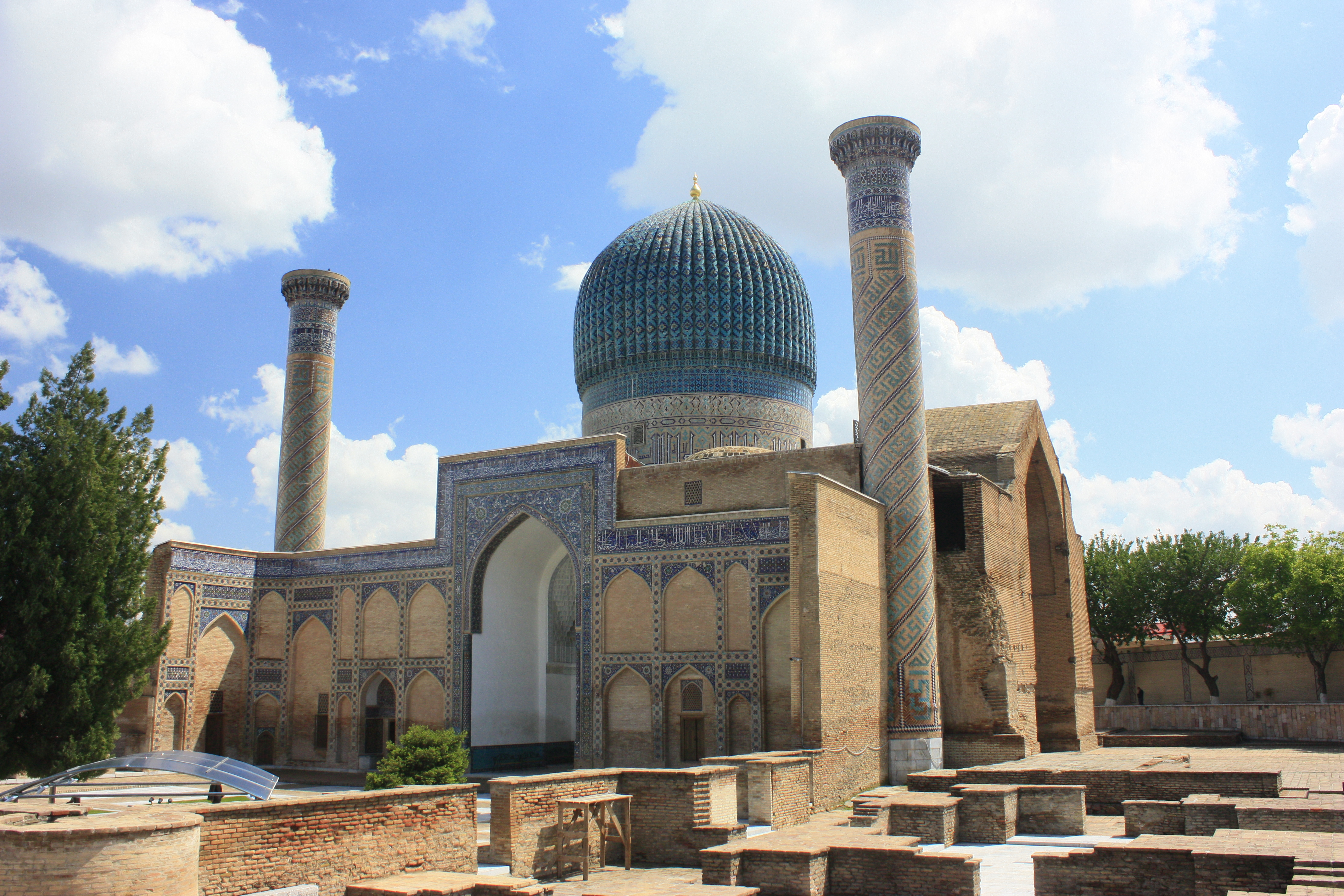
Мавзолей Гур-Эмир в Самарканде

Надир-шах был убит в июне 1747 года, через шесть лет после этого события. До этого было несколько покушений на него, и из-за этого он стал чрезмерно подозрительным. Все это он связывал с проклятием и гневом Тамерлана. В одном из покушений он подозревал даже своего старшего сына — Риза-Кули, которого в 1743 году ослепил. Раскаяние и упрёки совести довели Надир-шаха до чрезмерной жестокости и подозрительности. Были казнены 50 вельмож, присутствовавших при ослеплении его сына, и с той поры началась эпоха беспрерывных казней. Он казнил своих самых верных соратников. Многие невинные люди умирали под пытками. Против него стали готовить заговор. Надир-шах был убит ночью в своем шатре в Хорасане. Голову Надиршаха мятежные афшарские и каджарские ханы отправили в Герат к его племяннику Аликули-хану.